# Jun (Granada)
Jun é um município da Espanha na província de Granada, comunidade autónoma da Andaluzia, de área 3,4 km² com população de 2377 habitantes (2007) e densidade populacional de 559,40 hab/km².

## Demografia
| Variação demográfica do município entre 1991 e 2004 | Variação demográfica do município entre 1991 e 2004 | Variação demográfica do município entre 1991 e 2004 | Variação demográfica do município entre 1991 e 2004 |
| --------------------------------------------------- | --------------------------------------------------- | --------------------------------------------------- | --------------------------------------------------- |
| 1991                                                | 1996                                                | 2001                                                | 2004                                                |
| 1047                                                | 1553                                                | 2010                                                | 2053                                                |